# 葉笛 (作家)
葉笛（1931年9月21日—2006年5月9日），本籍為臺南灣裡，原名葉寄民，詩人、作家、評論家、翻譯工作者、教育工作者。是臺灣戰後第一代詩人，已集結出版的詩集有《紫色的歌》、《火和海》，散文集《浮世繪》，評論集《臺灣文學巡禮》、《臺灣早期現代詩人論》，另有譯著十數種。

## 生平與學經歷
15歲時考入臺南師範學校（今國立臺南大學），41級普師科畢業，任職國小教師18載，自南一中、南師在校期間，即從事文學創作，臺南師範學校畢業後於1969年留學日本，當時已與邱桂春女士成婚，育有一女一子－葉蓁蓁和葉軒宏。取得日本大東文化大學日本文學學士、東京教育大學日本文學碩士學位，繼續於大東文化大學日本文學修畢博士課程。在日時期參與笠詩社，曾擔任笠詩社編輯委員、日本「臺灣學術研究會」理事、主持東京「中國語言學院」。1985年與許極燉、張良澤、劉進慶等共組「臺灣學術研究會」、每月邀請日臺教授演講。1993年返台，持續不間斷從事文學寫作與翻譯，也擔任日語及臺灣文學研究教師，貢獻所學。2006年5月因胃癌病逝於台南新樓醫院。
葉笛為臺灣現代詩壇早期的耕耘者，1951年即在當時頗富盛名的《半月文藝》、《野風》等雜誌發表新詩創作。主要創作時期為1951年至1958年間，至1969留學日本後，始停止詩的創作，這期間亦譯介不少外國思潮與作品。在日取得日本大東文化大學日本文學學士、東京教育大學日本文學碩士學位，並於大東文化大學日本文學修畢博士課程，曾任教於東京學藝大學、跡見學園女子大學、專修大學與聖德學園女子短期大學等。研究範圍涵蓋日本與中國現代詩的發展與比較，在日本時期，葉笛翻譯日本當代經典文學，如芥川龍之介等作家作品，成為日後中譯臺灣日文作品的基礎。

## 文學風格與創作
葉笛為第2屆台南府城文學特別貢獻獎得主，亦曾獲創世紀詩社五十周年榮譽詩獎、巫永福文學評論獎等獎項。其創作文類以詩、散文為主，1993年自日旅居歸台後，亦投入大量心力於翻譯與評論。葉笛於1954年出版詩集《紫色的歌》，後於1993年返臺定居，完成了不少日治時期作家的中譯全集。其後又出版了《臺灣早期現代詩人論》，既翻譯又評介，還原了臺灣文學史長年闕漏的一環。其著作和譯作已由國家臺灣文學館輯成18卷《葉笛全集》在2007年出版。此外，亦曾出版詩集《火與海》、《紫色的歌》，另有文學評論、研究論文及《台灣文學巡禮》與《台灣早期現代詩人論》，並主持翻譯及出版《水蔭萍作品集》、《吳新榮選集》、《楊逵選集》等。
葉瓊霞、葉蓁蓁在《葉笛研究綜述》中提到，葉笛在臺灣文學界是頗具異質性的存在，其詩、散文創作屬量少而質精，相比其文學志業版圖跨及評論、翻譯領域的浩瀚內容，呈現出「非典型」的文學現象。2007年由國立臺灣文學館出版的《葉笛全集》，呈現葉笛一生筆耕的總合，也為臺灣文學史的研究補足了更豐富的資源。

## 日文譯作
葉瓊霞、葉蓁蓁於〈葉笛研究綜述〉一文中指出，自1993年返臺至2006年逝世前，葉笛將絕大多數時間投入翻譯日治時期的臺灣文學史料，讓後人得以在這片土地上充沛汲取台灣文學與台灣文化的養分。
邱若山於〈試論葉笛的日文文學譯作〉中點出葉笛的日文文學翻譯是從詩開始的。日文文學作品翻譯分為：第一期（1956－1969），自創世紀第6號（1956年）翻譯了堀口大學五首詩，直至芥川三書（芥川龍之介《地獄變》、《河童》、《羅生門》）出版之前的14年間主要翻譯作品為詩與詩論。第二期（1970－1993），芥川三書翻譯出版後，赴日長達25年，期間仍以零星少量的論文、翻譯詩作刊載在《笠》詩刊及《現代詩》復刊號上，這段期間譯介了日本學者分銅惇作的《中原中也論》與峠三吉的《原爆詩集》兩本著作。第三期（1993－2006），返台後持續投入心力於翻譯日治時期前輩作家的作品，如《水蔭萍作品集》、《吳新榮選集》、《楊逵全集》、《龍瑛宗全集》等。